# 松林 (茅ヶ崎市)
松林（しょうりん）は、神奈川県茅ヶ崎市の町名。現行行政地名は松林一丁目から松林三丁目。住居表示は実施済み。

## 地理
茅ヶ崎市の東部に位置し、東に菱沼、南東に小和田、南に小桜町、南西に本村、西に室田、北に赤羽根と接している。

### 地価
住宅地の地価は、2023年（令和5年）1月1日の公示地価によれば、松林1-13-39の地点で18万円/m2となっている。

## 歴史

### 沿革
- 1980年（昭和55年）11月1日 - 住居表示の実施に伴い、大字菱沼、大字大和田、大字茅ヶ崎、大字室田の各一部を分離し、松林一丁目から松林三丁目を新設[5][7]。

## 世帯数と人口
2023年（令和5年）9月1日現在（茅ヶ崎市発表）の世帯数と人口は以下の通りである。
| 丁目       | 世帯数    | 人口    |
| ---------- | --------- | ------- |
| 松林一丁目 | 752世帯   | 1,730人 |
| 松林二丁目 | 712世帯   | 1,661人 |
| 松林三丁目 | 496世帯   | 1,312人 |
| 計         | 1,960世帯 | 4,703人 |

### 人口の変遷
国勢調査による人口の推移。
| 年                 | 人口  |
| ------------------ | ----- |
| 1995年（平成7年）  | 3,252 |
| 2000年（平成12年） | 3,694 |
| 2005年（平成17年） | 3,949 |
| 2010年（平成22年） | 4,395 |
| 2015年（平成27年） | 4,593 |
| 2020年（令和2年）  | 4,784 |

### 世帯数の変遷
国勢調査による世帯数の推移。
| 年                 | 世帯数 |
| ------------------ | ------ |
| 1995年（平成7年）  | 1,063  |
| 2000年（平成12年） | 1,293  |
| 2005年（平成17年） | 1,431  |
| 2010年（平成22年） | 1,648  |
| 2015年（平成27年） | 1,781  |
| 2020年（令和2年）  | 1,926  |

## 学区
市立小・中学校に通う場合、学区は以下の通りとなる（2023年3月時点）。
| 丁目       | 番・番地・街区等 | 小学校               | 中学校               |
| ---------- | ---------------- | -------------------- | -------------------- |
| 松林一丁目 | 全域             | 茅ヶ崎市立松林小学校 | 茅ヶ崎市立松林中学校 |
| 松林二丁目 | 旧室田地区のみ   | 茅ヶ崎市立室田小学校 | 茅ヶ崎市立松林中学校 |
| 松林二丁目 | 上記以外         | 茅ヶ崎市立松林小学校 | 茅ヶ崎市立松林中学校 |
| 松林三丁目 | 旧室田地区のみ   | 茅ヶ崎市立室田小学校 | 茅ヶ崎市立松林中学校 |
| 松林三丁目 | 上記以外         | 茅ヶ崎市立松林小学校 | 茅ヶ崎市立松林中学校 |

## 事業所
2021年（令和3年）現在の経済センサス調査による事業所数と従業員数は以下の通りである。
| 丁目       | 事業所数 | 従業員数 |
| ---------- | -------- | -------- |
| 松林一丁目 | 33事業所 | 192人    |
| 松林二丁目 | 30事業所 | 220人    |
| 松林三丁目 | 19事業所 | 263人    |
| 計         | 82事業所 | 675人    |

### 事業者数の変遷
経済センサスによる事業所数の推移。
| 年                 | 事業者数 |
| ------------------ | -------- |
| 2016年（平成28年） | 80       |
| 2021年（令和3年）  | 82       |

### 従業員数の変遷
経済センサスによる従業員数の推移。
| 年                 | 従業員数 |
| ------------------ | -------- |
| 2016年（平成28年） | 620      |
| 2021年（令和3年）  | 675      |

## 交通
- 国道1号
- 神奈川県道44号伊勢原藤沢線

## その他

### 日本郵便
- 郵便番号 : 253-0017[3]（集配局 : 茅ヶ崎郵便局[17]）。